# Аризема Сулье
Аризе́ма Сулье́ (лат. Arisaema souliei) — многолетнее клубневое травянистое растение, вид рода Аризема (Arisaema) семейства Ароидные (Araceae).
Вид назван в честь ботаника Джозефа Августа Сулье (англ. Joseph Auguste Soulié, 1868-1930).

## Ботаническое описание
Клубень сжато-шаровидный, около 3 см в диаметре.

### Листья
Катафиллы тупые на вершине.
Листьев один или два. Черешки 40—70 см длиной, вложенные наполовину во влагалища, формирующие ложный стебель. Листовая пластинка от пальчатораздельной до перистораздельной из шести — девяти (обычно семи) листочков; листочки широкопродолговато-ланцетовидные, в основании длинноклиновидные, на вершине заострённые с нитевидным окончанием до 6 см длиной; центральный листочек, 10—25 см длиной и около 5,8 см шириной.

### Соцветия и цветки
Цветоножка короче черешков, 20—40 см длиной. Покрывало зелёное или на конце тёмно-коричневое, с беловатыми полосками, 15—20 см длиной (включая хвостовидное окончание). Трубка цилиндрическая, 5—10 см длиной и 1—2 см в диаметре, края устья косоусечённые, немного загнутые или не загнутые. Пластинка полувертикальная, от овальной до овально-ланцетовидной, 4,5—5 см длиной и около 3,5 см шириной, на вершине заострённая, с нитевидным окончанием 4—5 см длиной.
Початок однополый. Женская зона 2,5—3 см длиной и 6—7 мм в диаметре; семяпочек 5—9, формы бутылки; мужская зона около 2 см длиной и 2,5 мм в диаметре; синандрий сидячий; пыльников два. Придаток сидячий, около 9 см длиной в мужском початке и 5—6 см длиной в женском, в основании беловатый, раздутый, около 3 мм в диаметре, в мужском початке около 6 мм в диаметре, в женском початке постепенно сужающияся кверху, на вершине отдалённый от трубки, вертикальный или загнутый, тёмно-коричневый, 1—1,5 мм в диаметре.

## Распространение
Встречается в Китае (Восточный Сычуань).
Растёт в дубовых лесах, на открытых склонах, на высоте около 3500 м над уровнем моря.